# Соцмісто (Київ)
Соцмі́сто, також Соцмісте́чко, — місцевість у Києві, що включає житловий масив у центрі Дніпровського району (перший на лівобережжі Києва) і промзони Дарницького шовкового комбінату та заводу «Хімволокно».
Розташоване між Броварським проспектом, Русанівкою, Березняками, залізницею і Старою Дарницею.

## Довоєнне Соцмісто
У лютому 1936 року розпочалося будівництво фабрики «Київволокно» та Тонкосуконного комбінату (згодом — «Шовкобуд», ДШК — Дарницький шовковий комбінат). Через це було закрито Артилерійський полігон та військове містечко при ньому. Саме на місці колишнього військового містечка було заплановано розмістити селище будівельників та працівників фабрики «Київволокно» та Тонкосуконного комбінату — єдине робітниче селище для працівників декількох підприємств. Архітектурно житловий комбінат був розроблений як єдиний узгоджений ансамбль. В архітектурі будинків передбачалось застосування майоліки та декоративних елементів, які мали бути типовими та виробленими індустріально. Будинки були заплановані зі світлим кольоровим тинькуванням, що мало надати комбінату життєрадісного сонячного вигляду.
Впродовж січня-березня 1936 року було збудовано гуртожитки на 1000 осіб. Наприкінці 1936 року за проєктом архітекторів М. Холостенка та Л. Кисилевича і П. Юрченка розпочалося спорудження житлового мікрорайону «Соцмістечко» (або «Соцмісто») з розвиненою інфраструктурою. Населення мікрорайону після завершення будівництва мало становити 12 тисяч осіб.
Серед інфраструктури планувалось будівництво двох шкіл, розрахованих загалом на 1270 учнів (1 однокомплектна та 1 двокомплектна), п'яти 2-поверхових дитячих садків (на 140 дітей кожен) та шести ясел (на 635 дітей загалом).
Також мала бути збудована поліклініка на 385 щоденних відвідувань. Було заплановано будівництво клубу з одночасною пропускною спроможністю 2500 осіб. У клубі мала бути зала на 800 глядачів. При клубі мала бути фізкультурна база, окрім того, ще 4 фізкультурних зали розміщувалися у житлових кварталах.
Мали бути збудовані лазня, пральня, їдальня. Планувалося відкриття ощадної каси, поштово-телеграфного відділення. На перших поверхах житлових будинків мали розміститися магазини продовольчих та промислових товарів.
До 1941 року було збудовано близько 40 будівель — з них близько 30 житлових, переважна більшість яких були 2-поверховими і лише невелика кількість — 3-4-поверховими. Інші будівлі — 3-поверхова школа, дитячі садки та ясла (щонайменше чотири), будівлі громадського призначення. Частина будівель громадського призначення будувалися силами самих підприємств, робітники яких мешкали у мікрорайоні. Так, Шерстьбуд (Київволокно) збудував клуб, амбулаторію, овочесховище та друкарню, а Шовкобуд звів дитячий садок і школу.
Населення 1939 року становило 6536 осіб. Частину житлових будинків так і не встигли добудувати до початку війни.
Забудова розміщувалася трьома «групами» — найбільш компактно була забудована частина Соцміста в межах сучасних вулиць Гната Хоткевича, Юрія Поправки та Гетьмана Павла Полуботка. Частина забудова розташовувалася вздовж (або поряд) великої осьової вулиці, що проходила південніше сучасного бульвару Верховної Ради. Ще одна невелика група забудови розташовувалася в межах сучасних вулиць Будівельників, Краківської, Сергія Набоки, Гетьмана Павла Полуботка. Тут переважали 3-4-поверхівки. У кварталі між сучасними вулицями Будівельників, Гетьмана Павла Полуботка, провулка Будівельників та вулиці Вінстона Черчилля розташовувалася 3-поверхова школа.
Більшість житлової та громадської забудови (зокрема і школа) «Соцміста» загинула восени 1943 року, коли при відступі нацистських військ масово знищувалася забудова прилеглої до Дніпра смуги лівобережжя. Майже усю зруйновану забудову по війні не було відновлено, натомість з кінця 1940-х-початку 1950-х років почалася нова забудова цього мікрорайону, що набула масового характеру вже у 1950-60-х роках. При цьому місцевість було і частково переплановано. Лише поодинокі будівлі було відбудовано, іноді зі зміною оздоблення фасаду.
На сьогодні в межах мікрорайону «Соцмісто» збереглося 9 довоєнних будівель. Чотири з них використовуються як житлові, п'ять — як громадські будівлі.

## Повоєнна забудова
1949 року було затверджено новий Генеральний план Києва, розроблений колективом архітекторів на чолі з О. Власовим та Б. Приймаком. Генеральний план 1947 року загалом повторював ідеї, закладені ще довоєнним Генпланом 1936 року. Житлове будівництво на Лівобережжі планувалося розвивати по обидва боки Броварського шосе, а також уздовж дороги від Наводницького мосту на відстані трьох кілометрів від берега Дніпра та поблизу Дарницького залізничного вузла.
1955 року замість численних відомчих будівельних організацій було створено централізовану міську підрядну будівельну організацію «Головкиївбуд» (пізніше — «Головкиївміськбуд»). Першими об'єктами, побудованими цією організацією у Дарниці, стали житлові будинки для працівників комбінату «Хімволокно» та Дарницького шовкового комбінату в Соцмісті. З середини 1950-х років почали стрімко зводити типові будинки середньої поверховості — 4–5 поверхів.
1956 року в Дарницькому районі розпочалася забудова другого великого житлового масиву площею понад 100 га, розташованого між проспектом Соборності та вул. Діагональною (нині проспект Леоніда Каденюка) і бульваром Верховної Ради. Головний планувальний прийом першої черги будівництва — регулярна периметральна забудова кварталів із застосуванням типових проєктів житлових будинків. Автори проєкту: архітектори О. Фельбейн, М. Холостенко, В. Поліщук. Основна забудова — 5-поверхові будинки серій 1-438, 1-464, 1-480.
1958 року розгорнулася нова забудова в районі так званого КП (тепер Дарницька площа), де була сформована найбільша в місті Дарницька площа розміром до 10 га. Основні магістралі, що підходили до площі (проспект Соборності, проспект Каденюка і проспект Миру) поділили житловий масив, який тут сформувався, на 3 мікрорайони. Загальна площа масиву становила 272 га. Перша черга забудови охоплювала 9 кварталів загальною площею 54 га.
Головні магістралі — проспекти Соборності, Леоніда Каденюка, Миру, бульвар Верховної Ради, Празька вулиця.
У 2011 році по вулиці Регенераторній, 4 розпочато будівництво житлового комплексу «Комфорт Таун».

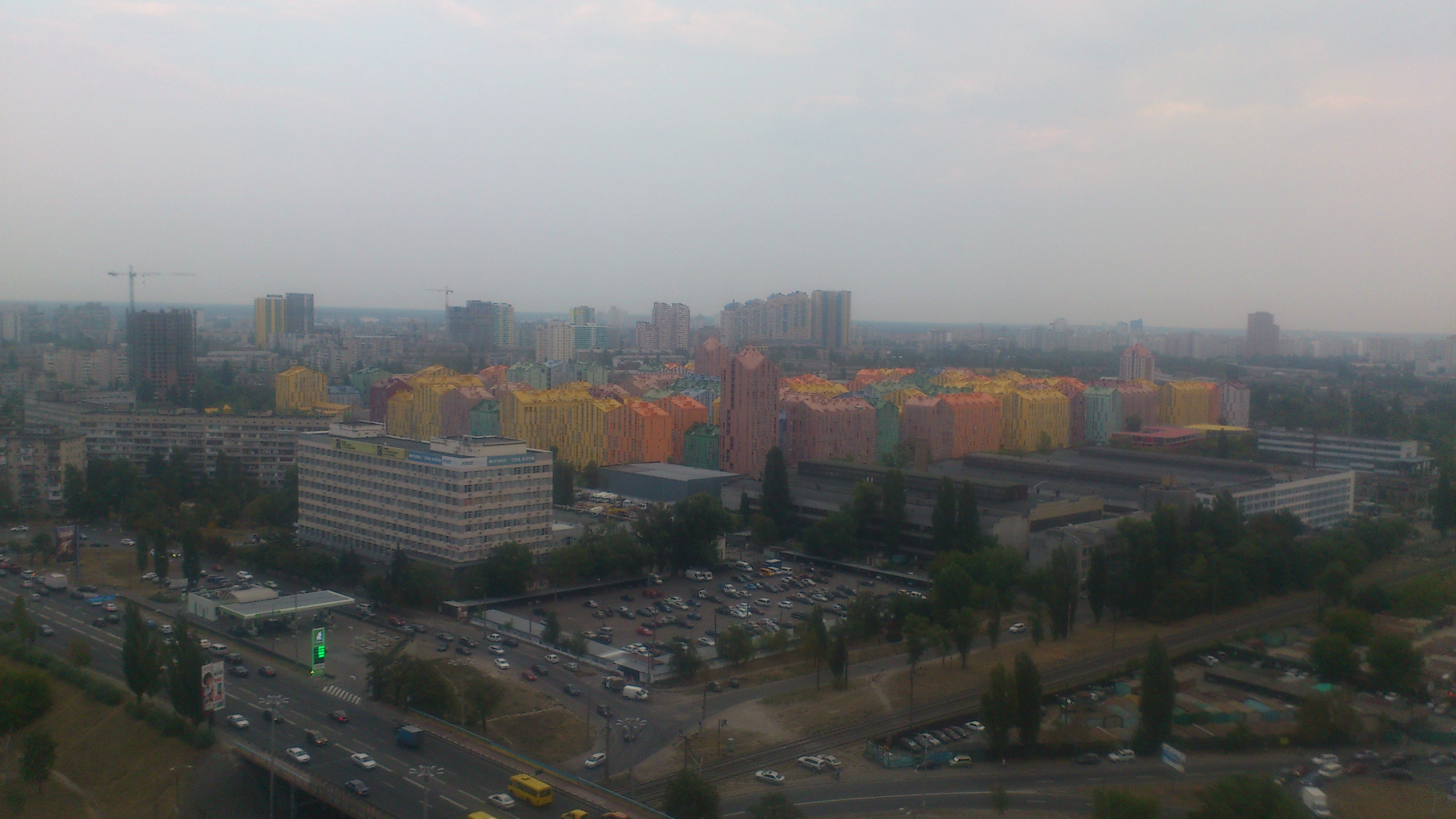
Березнева вулиця на розі проспектом Соборності, прямо —  ЖК «Комфорт Таун»